# Xylotrechus sartorii
Xylotrechus sartorii là một loài bọ cánh cứng trong họ Cerambycidae.